# Coleophora persimilis
Coleophora persimilis é uma espécie de mariposa do gênero Coleophora pertencente à família Coleophoridae.